# David Ambler
David Ambler (4 dicembre 1997) è un canottiere britannico.

## Biografia
Nel 2021 ha vinto la Grand Challenge Cup (l'evento di fascia blu della Henley Royal Regatta) remando per l'Oxford Brookes University Boat Club.
Ai mondiali di Račice 2022 ha vinto l'oro nel quattro senza, con i connazionali William Stewart, Frederick Davidson e Samuel Nunn.
Nel 2023 ha vinto per la seconda volta la Stewards' Challenge Cup alla Henley Royal Regatta, remando per l'Oxford Brookes University Boat Club.
Ha remato per l'Università di Harvard.

## Palmarès
- Giochi olimpici estivi

Parigi 2024: bronzo nel quattro senza;
- Mondiali

Račice 2022: oro nel quattro senza;